# Maison de Manak
La Maison de Manak (en serbe cyrillique : Манакова кућа ; en serbe latin : Manakova kuća) est un bâtiment de Belgrade, la capitale de la Serbie, dans la municipalité urbaine de Savski venac.
À la périphérie de l’ancienne Savamala, sur le coin des rues Kraljevic Marko et Gavrilo Princip, se trouve la Maison de Manak, un témoin silencieux d’un temps révolus. On y présente la collection mémorielle de Hristifor Crnilović, qui présente près de 26 000 pièces, dont des bijoux, des costumes traditionnels du sud de la Serbie, du mobilier et toute sorte d'objets utilitaires.
Elle a été déclarée monument culturel par Décret de l’Institut de protection des monuments culturels de la ville de Belgrade no 277/2 du 9 mai 1963. Comme patrimoine culturel d’une grande importance, elle a été déclarée à la suite de la décision publiée dans le Journal Officiel de la SRS, no 14/79.

## Histoire
Savamala était au début du XIXe siècle, en plus de Palilula, la seule banlieue peuplée principalement par des Serbes. Elle commençait à partie de l’actuelle rue Kraljevica Marka et encerclait la zone autour de Zeleni Venac, de la rue Bosanska (Gavrila Principa) et Abadzijska (Narodnog Fronta). Lorsque le prince Milos Obrenovic dans la première moitié du XIXe siècle obtient en cadeau du pacha turc la côte de la Sava, elle avait l’apparence d’un village rural avec des modestes maisonnettes, des cabanes de pêcheur  délabrées et quelques tentes tziganes. Afin de faire de Belgrade une ville moderne, Milos a commencé des travaux sur la réglementation et la transformation de cette région.
Todor Stefanovic Vilovski, en écrivant sur la première tentative de réglementer les petites villes serbes de Belgrade de 1834 à 1836, déclare :
« Le travail sur réglementation de la nouvelle ville et autour de la construction des bâtiments de l’État ne s’est pas fait vite. Il a duré toute la période de 1834 à 1838 et même jusqu’en 1842.  Il semble que le prince Milos n’a pas pu décider de faire venir des architectes de Vienne comme lui a suggéré Felber. Il en est conclu que pour ce travail soit fait par des forces locales, des maçons de la Vieille Serbie, parmi lesquels se trouvaient des artisans de qualité et expérimentés, mais ils manquaient de connaissance en ingénierie et en architecture.
La réglementation de la nouvelle ville, ne s’est bien sûr pas faite comme l’espérait le prince et ses conseillers. Les particuliers achetaient beaucoup de parcelles et y construisait des maisons où et comme ils le voulaient. Les nouvelles rues devaient leur origine à la nature du terrain sur lequel elles ont été construites ou au bon sens de construction des maisons, sans aucun plan.
C’est ainsi que s’est formé Savamala, lieu longtemps inhabité et désert, maintenant centre de la vie nationale politique et économique à Belgrade, où le sort donna la tâche d’être le cœur de la nouvelle ville serbe et qu’avec son progrès constant et son développement empêche encore la survie des Turcs à Belgrade.  »
La maison de Manak témoigne de la situation avant la réglementation et la création, de la nouvelle, Savamala serbe. Elle a été, sur les ordres du prince, conservée par les « indzilir » pendant la démolition de Savamala et la construction des nouvelles rues. On ne connait pas la date exacte  de sa construction. On suppose qu’elle a été construite à la même époque que la résidence de la princesse Ljubica et la Taverne « ? ».
Il y a beaucoup de légendes associées à cette maison. Selon certaines traditions, à l’intérieur était situé le tatar (la poste) du prince Milos. À l’époque de Milos Obrenovic il n’y avait pas de postes aménagées, ni de lignes postales avec une certaine direction et heure de départ et d’arrivée des expéditions. Le transfert de la poste était effectué par des postiers à cheval qui étaient appelés tatar. Portant le courrier, les tatars s’arrêtaient brièvement aux stations de poste, où ils échangeaient de monture, mangeaient et se reposaient. Les stations étaient appelées selon eux et selon la tradition, l’une d’elles, la Maison de Manak, était la ligne sur laquelle les Tatars transmettaient des lettres officielles et documents gouvernementaux.
À cette ancienne maison de ville est liée une légende qui était destinée à l’Aga turc et son harem. Il est connu que cette maison a été achetée par le grec Manojlo Manak, qui dans les années 1870 au rez-de-chaussée tenait une boulangerie et un café, tandis que le premier étage était utilisé comme logement. Selon son cousin Mihailo Manak, elle a obtenu son nom.
Elle est restée en mémoire des vieux Belgradois comme une taverne. Sur la photo la plus ancienne qui est conservée dans Musée de la ville de Belgrade se voit l’inscription avec le nom d'Arsa Petrovic, devant lequel se trouve les tables disposées sur le trottoir de la rue. Outre les photographes intéressés, l’apparence de la Maison de Manak a également été enregistrée par les architectes Staudinger et le graphiste Luka Mladenovic

## Architecture
Avec ses caractéristiques structurelles, la Maison de Manak, située sur l’ancienne régulation, documente le développement de Belgrade. Sur cet édifice on remarque les procédures de construction, l’adaptation au terrain et la culture du logement de cette époque. Elle a été construite dans un système d’encadré en bois avec des briques d’adobe dans la boue. Elle est recouverte de tuiles. Le terrain sur lequel la maison a été construite est de forme irrégulière. La disposition des pièces est la conséquence de la réglementation héritée et d’un terrain irrégulier. Il y a un sous-sol, un rez-de-chaussée, une mezzanine et le premier étage.
Au milieu des années 1950, le bâtiment était ruiné et avait tendance à tomber. Sa démolition a été empêchée et l’Institut de protection des monuments culturel a depuis 1964 jusqu’en 1968 contribué à la restauration et la conservation de l’édifice. Le projet de reconstruction fondamentale a été confié à l’architecte Zoran Jakovljevic et à cette occasion les fondations ont été renforcées, le colombage en bois remplacé et la disposition et la taille des chambres conservées. Ont aussi été conservés les détails d’intérieur suivant: les plafonds en bois, les conduits de cheminées et les escaliers. La véranda a été entièrement reconstruite par analogie avec quelques bâtiments de cette époque et d’autre architecture à Belgrade, Grocka et Sopot.
Les travaux ont été faits spécialement pour l’hébergement de la collection ethnographique de Hristifor Crnilovic (de 1886 à 1963), peintre, l’un des rares chercheurs et collectionneurs de patrimoine folklorique, qui a laissé derrière lui une si importante collection d’objet qui représentent une sorte de musée de la créativité populaire.
Par un contrat de cadeau de la collection du peintre et collectionneur Hristifor Crnilovic à la ville de Belgrade, La Maison de Manak restaurée a été cédé à l’utilisation au Musée ethnographique pour l’hébergement, la conservation et l’exposition de la collection précitée.
Aujourd’hui, à cet endroit se trouve aussi les ateliers pour l’étude de l’artisanat traditionnel et l’art populaire – le tissage à la main et la poterie, ainsi que les écoles  de techniques graphiques classiques. Au rez-de-chaussée de la Maison de Manak existe une ethno-vitrine. Avec la préservation de ce monument architectural comme une sorte de centre culturel avec des expositions d’art, dans cet environnement qui évoque l’esprit de la vieille maison de Belgrade, la maison a reçu une valeur de musée et d’espace pour l’éducation. Actuellement, avec les sources historiques elle nous renseigne sur le développement  de la société serbe, de la façon dont ont été développées l’architecture résidentielle et l’économie de cette époque, la continuité du développement de l’architecture de Belgrade du XIXe siècle sur la pente de la Sava.

## Sources
1. B. Maksimović, Urbanizam u Srbiji, Beograd, 1962.
2. Тodor Stefanović Vilovski, Postanak Savamale (Prvi pokušaj regulisanja srpske varoši u Beogradu 1834–1836, arhivska studija), Nova iskra, knj. X, str. 76–79, Beograd, 1911.
3. Gordana Cvetković, Mankova kuća, Godišnjak grada Beograda, knj. XXII, 1975.
4. Izveštaj komisije za utvrđivanje spomeničkih svojstava, Dokumentacija Zavoda za zaštitu spomenika kulture grada Beograda
5. Dr Divna Đurić-Zamolo, Beograd kao Orijentalna varoš 1521–1867, Beograd, 19
6. Dokumentacija Zavoda za zaštitu spomenika kulture grada Beograda